# Afrixalus schneideri
Afrixalus schneideri es una especie de anfibios de la familia Hyperoliidae.
Es endémica de Camerún.